# Sam Donahue

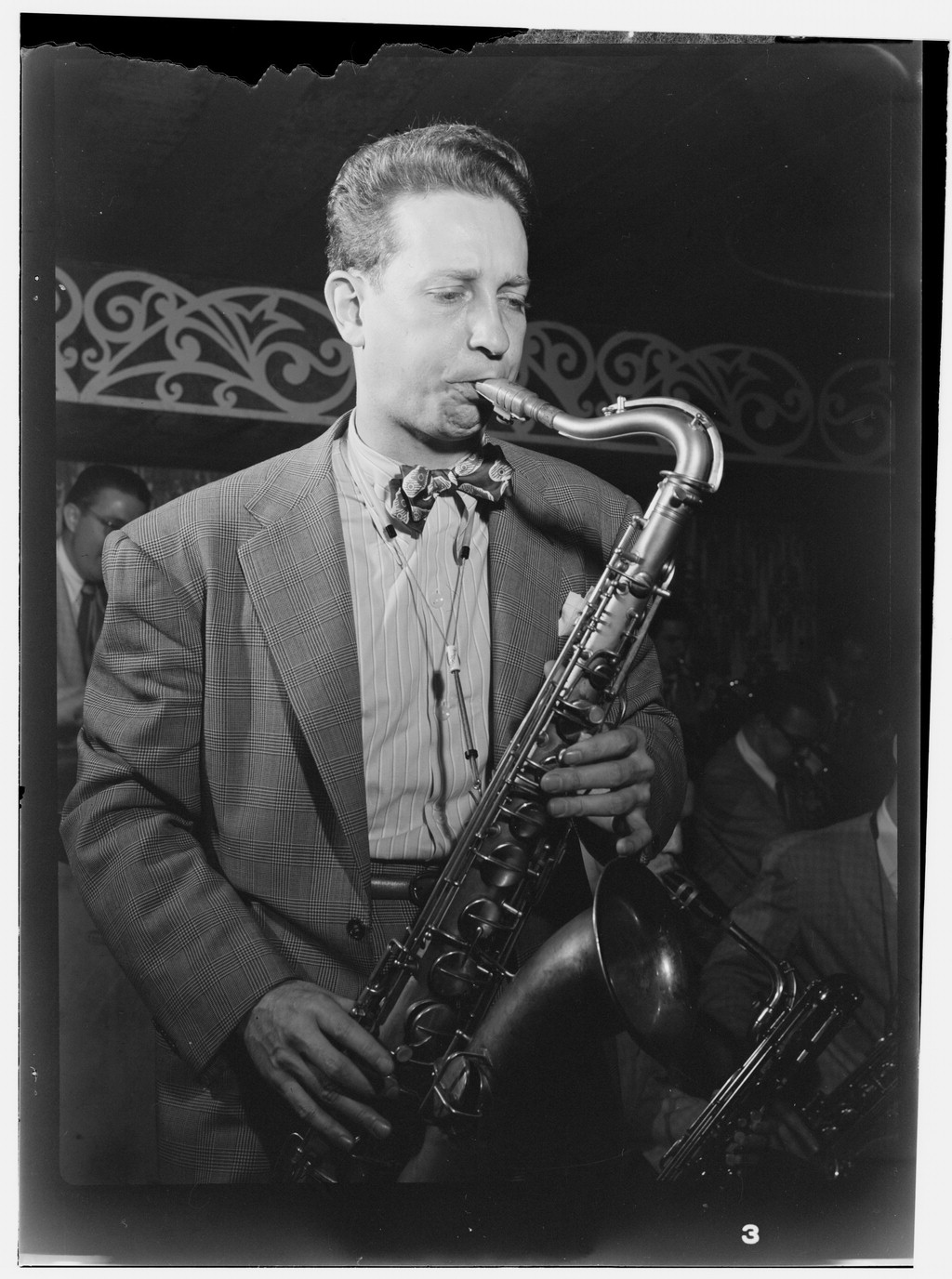
Sam Donahue, circa december 1946 (foto: Willam Gottlieb)

Samuel Koontz Donahue (Detroit, 18 maart 1918 - Reno, 22 maart 1974) was een Amerikaanse tenorsaxofonist, trompettist, bigband-leider en arrangeur in de swing. 

## Biografie
Donahue leidde vanaf zijn vijftiende vijf jaar een eigen groep, die hij verliet om te kunnen toeren met Gene Krupa (1938-1940). Hierna speelde hij bij Benny Goodman en Harry James om vervolgens weer zijn bigband te leiden waarvoor hij zelf de arrangementen schreef en waarmee hij ook opnames maakte  (1940-1942). Tijdens de Tweede Wereldoorlog speelde hij bij de legerband van Artie Shaw, waarvan hij later de leiding overnam. Met deze groep trad hij op in Engeland, op legerbases en voor BBC-radio. Ook nam hij hiermee  enkele V-Discs op. Na de oorlog had hij een groep waarmee hij enkele succesvolle platen maakte voor Capitol Records. Hij speelde bij Tommy Dorsey en Billy May en had daarna af en toe weer een eigen bigband. Hij werkte bij Stan Kenton en leidde in de eerste helft van de jaren zestig de Tommy Dorsey-band toen Dorsey al was overleden. Hij gaf enige tijd  muzikaal leiding in de Playboy Club in New York en leidde de laatste jaren van zijn leven weer een eigen groep, in Sparks, Nevada.
Sam Donahue is de vader van gitarist Jerry Donahue. Hij speelde mee op diens album Fotheringay 2.

## Discografie (selectie)
als leider:
- Sam Donahue & the Navy Band, volume 1: Convoy, Hep Records
- Sam Donahue & the Navy Band, volume 2: LST Party, Hep Records
- Sam Donahue and His Orchestra: Hollywood Hop, Hep Records
- Sam Donahue and His Orchestra: Take Five, Hep Records
- For Young Moderns in Love, 1954 (Toshiba EMI, 2005)